# 阿什努乡
阿什努乡，是中华人民共和国青海省海东市化隆回族自治县下辖的一个乡镇级行政单位。

## 行政区划
阿什努乡下辖以下地区：
阿二村、阿一村、日芒村、羊隆村、若兰村、阿藏吾具村、松赛村、列仁村、纳哈龙村、尕加村、全吉村、俄加村、白加村、列什东村、赛什库村和多杰拉卡村。